# دائرة مرحوم
دائرة مرحوم دائرة إدارية جزائرية في ولاية سيدي بلعباس شمال غرب الجزائر. مركزها وأهم بلدياتها مرحوم.
انبثقت دائرة مرحوم عن التقسيم الإداري لسنة 1991، و هي تتربع على مساحة تقدر بــ : 275357 هكتار تستحوذ بلدية مرحوم على 40% من المساحة الإجمالية التي تضم ثلاث (03) بلديات: مرحوم وهي مقر الدائرة، بئر حمام وسيدي شعيب.

## أصل التسمية
سُـميت البلدية بـهذا الاسم نسبة إلى الولي الصالح المرحوم سيدي مــحمد بـخليفة و يرجع السبب لحادثة وقعت يوم وفاته وهذه الرواية الأكثر تداولاً بين سكان البلدية. [بحاجة لمصدر]                             